# Karl-Erik Johansson (Skispringer)
Karl-Erik Johansson (* 21. Februar 1948; † 21. September 2021 in Koppom) war ein schwedischer Skispringer.

## Werdegang
Sein internationales Debüt gab Johansson bei der Vierschanzentournee 1967/68. Dabei bestritt er jedoch nur das Springen auf der Großen Olympiaschanze in Garmisch-Partenkirchen und erreichte Platz 41. Damit belegte er am Ende der Tournee Rang 88 der Gesamtwertung. Bei der Vierschanzentournee 1969/70 startete er erstmals bei allen vier Springen. Sein bestes Ergebnis war Rang 31 in Garmisch. Trotz dessen beendete er seine erfolgreichste Tournee auf dem 55. Gesamtrang. Bei seiner letzten Vierschanzentournee 1970/71 reichte es nur zu Rang 60.
Bei den Schwedischen Meisterschaften 1971 gewann er den Titel von der Normalschanze.

## Erfolge

### Vierschanzentournee-Platzierungen
| Saison  | Platz | Punkte |
| ------- | ----- | ------ |
| 1967/68 | 88.   | 192,1  |
| 1969/70 | 55.   | 721,1  |
| 1970/71 | 60.   | 587,9  |